# 대구왕선초등학교
대구왕선초등학교(大邱王先初等學敎)는 대한민국 대구광역시 달성군에 있는 공립 초등학교이다. 
교목은 소나무이고 교화는 장미이다.

## 학교 연혁
- 2006-05-25 대구왕선초등학교 설립인가
- 2008-03-01 초대 박노식 교장선생님 취임
- 2008-03-01 대구왕선초등학교 개교(11학급)
- 2008-03-01 대구왕선초등학교 병설유치원 개원 (1학급)
- 2008-06-02 제4회 합창경연대회 우수 / 달성교육청
- 2008-09-01 5학급 증설 (16학급)
- 2008-11-04 제10회 달성국악경연대회 우수 / 달성교육청
- 2008-12-04 제1회 학습부진학생지도 결과물 심사대회우수 / 달성교육청
- 2008-12-24 현장교육 발전 기여(장학활동) 우수 / 대구광역시교육청
- 2008-12-24 교내자율장학 활성화 장려 / 대구광역시교육청
- 2008-12-29 아침수학공부10분 운영 최우수 / 달성교육청
- 2009-02-12 제1회 졸업(남11명, 여 15명, 계 26명)
- 2009-03-01 대구왕선초등학교 병설유치원 2학급 편성
- 2009-03-01 저작권 정책연구학교 지정 / 대구광역시교육청
- 2009-03-01 대구광역시교육청 지정 에듀파인 학교회계시범 운영학교
- 2009-03-01 교원능력개발평가 선도학교 지정 / 대구광역시교육청
- 2009-03-01 18학급 편성
- 2009-06-02 제5회 합창경연대회 최우수 / 달성교육청
- 2009-07-14 제5회 합창경연대회 최우수 / 대구광역시교육청
- 2009-11-09 제12회 달성학생 과학탐구발표대회 우수 / 달성교육청
- 2009-11-30 저작권 콘텐츠 공모전(우수교재부문) 우수 / 한국저작권위원회
- 2009-12-21 영어리더학교 우수 / 대구광역시교육청
- 2009-12-23 2009 1교 1특색 창의성 교육 우수 / 대구광역시교육청
- 2009-12-23 2009 주제가 있는 학교특색경영 장려 / 대구광역시교육청
- 2009-12-30 2009 전화친절도 평가 최우수 / 달성교육지원청
- 2009-12-30 2009 유치원평가 최우수 / 달성교육지원청
- 2009-12-30 아침수학공부 10분 운영 최우수 / 달성교육지원청
- 2010-02-10 제2회 졸업(남 34명, 여 38명, 계 72명) [졸업생 총 98명]
- 2010-03-01 20학급 편성
- 2010-07-13 제6회 합창경연대회 우수 / 대구광역시교육청
- 2010-12-16 영어리더학교 최우수 / 대구광역시교육청
- 2010-12-22 2010 주제가 있는 학교특색경영 우수 / 대구광역시교육청
- 2010-12-30 달성교육발전기여(교수학습방법개선)표창장 / 달성교육지원청
- 2010-12-31 음식물쓰레기줄이기 경연대회 최우수 / 환경부
- 2010-12-31 2010 학교평가 표창장 / 교육과학기술부
- 2011-02-16 제3회 졸업(남 44명, 여 38명, 계 82명) [졸업생 총 180명]
- 2011-03-01 제2대 정성균 교장선생님 취임
- 2011-05-19 제9회 119소방동요경연대회 최우수 / 대구광역시교육청
- 2011-07-08 제7회 합창경연대회 최우수 / 대구광역시교육청
- 2011-09-01 주5일 수업제 시범학교 운영 / 대구광역시교육청
- 2011-11-03 학교스포츠클럽대회 3위 / 대구광역시교육청
- 2011-11-11 방과후학교 수준별운영 우수 / 대구광역시교육청
- 2011-11-28 운동장 스탠드 차양막 준공
- 2011-12-05 학부모학교참여지원활동 우수 / 교육과학기술부
- 2011-12-15 예절, 친절교육 우수사례공모대회 장려 / 달성교육지원청
- 2011-12-21 유치원 평가 최우수 / 대구광역시교육청
- 2012-02-15 교육행정정보시스템운영 우수 / 대구광역시교육청
- 2012-02-17 제4회 졸업(남53명, 여55명, 계108명) [졸업생 총288명]
- 2012-03-01 사교육절감형창의경영학교 운영
- 2012-03-01 26학급 편성
- 2012-11-15 방과후학교대상공모전 우수상 / 교육과학기술부
- 2012-11-26 학부모 학교참여 우수 / 대구광역시교육청
- 2012-12-10 예절친절교육 장려 / 달성교육지원청
- 2013-02-14 제5회 졸업(남55명, 여59명, 계114명) [졸업생 총402명]
- 2013-03-01 28학급 편성
- 2013-09-01 영어도서실 개설
- 2013-12-30 교육복지투자지원사업실천사례 우수 / 대구광역시교육청
- 2014-01-13 운동장 우레탄 공사 착공
- 2014-02-14 제6회 졸업(남48명, 여49명, 계97명) [졸업생 총499명]
- 2014-02-28 사교육절감 창의경영학교 운영 우수 / 한국교육개발원
- 2014-03-01 사교육절감 창의경영시범학교 지정(~2015.02.28.) / 대구광역시교육청
- 2014-03-01 30학급 편성
- 2014-05-04 운동장 우레탄 트랙 공사 준공
- 2014-09-05 학교폭력 제로학교 우수 / 대구광역시교육청
- 2014-09-15 2014 과학전람회 최우수 / 달성교육지원청
- 2014-09-30 대구광역시교육감배 학교스포츠클럽대회 우승(줄넘기:남자부) / 달성교육지원청
- 2014-10-17 달성국악경연대회 우수 / 달성교육지원청
- 2014-12-03 교육감배 학교스포츠클럽대회 줄넘기 남자부 3위 / 대구광역시교육청
- 2014-12-14 인성교육실천사례 최우수 / 대구광역시교육청
- 2014-12-15 과학경진대회 우수 / 대구광역시교육청
- 2014-12-24 2차 학교폭력 제로학교 선정 / 대구광역시교육청
- 2015-02-03 전국인성교육실천사례 우수 / 교육부
- 2015-02-12 사교육절감형 창의경영학교 운영 우수 / 교육부
- 2015-02-13 제7회 졸업(남49명,여41명,계90명) [졸업생 총589명]
- 2015-03-01 제3대 이경숙 교장 취임

## 참고 자료
- 대구왕선초등학교 - 한국교육학술정보원 학교알리미